# Konradowo (województwo warmińsko-mazurskie)
Konradowo – wieś na Warmii  w Polsce położona w województwie warmińsko-mazurskim, w powiecie olsztyńskim, w gminie Świątki.
W latach 1975–1998 miejscowość administracyjnie należała do województwa olsztyńskiego.